# Le Reculey
Le Reculey är en kommun i departementet Calvados i regionen Normandie i norra Frankrike. Kommunen ligger i kantonen Le Bény-Bocage som ligger i arrondissementet Vire. År 2018 hade Le Reculey 278 invånare.

## Befolkningsutveckling
Antalet invånare i kommunen Le Reculey
Referens:INSEE